# Music of the Spheres
Music of the Spheres, subtitulat Vol I. From Earth with Love, és el novè àlbum d'estudi de la banda anglesa de rock alternatiu Coldplay. Max Martin es va encarregar de la producció i es va publicar el 15 d'octubre de 2021 per Parlophone i Atlantic Records. Va comptar amb la col·laboració especial de Selena Gomez, We Are King, Jacob Collier, BTS i Jon Hopkins.
Aquest treball és el segon àlbum amb temàtica de l'espai després de X&Y (2005). Està ambientat en un sistema planetari fictici anomenat The Spheres, format per nou planetes, tres satèl·lits, una estrella i una nebulosa, on cada un correspon a una cançó de l'àlbum.
Se'n van extreure tres senzills: «Higher Power», «My Universe» i «Let Somebody Go», durant els anys 2021 i 2022. Va tenir especial èxit «My Universe», que va debutar al número 1 de la llista estatunidenca de senzills, i que va permetre a la banda esdevenir la primera banda britànica en aconseguir aquesta fita. La banda va estar nominada a diversos premis, destacant el Grammy a la millor interpretació de pop de duet/grup dos anys consecutius. Per a la seva promoció van realitzar la gira mundial Music of the Spheres World Tour.

## Producció
Quan la banda va enregistrar Everyday Life (2019) ja eren conscients que no realitzarien una gira mundial per diversos motius, de manera que ja van idear el nou treball centrat en les actuacions en directe perquè per aquest si que realitzarien una gira. En aquesta ocasió van comptar amb la producció de Max Martin, que col·laborava amb la banda per primera vegada en un àlbum, tot i que puntualment ja havien treballat junts, com per exemple en el senzill «Orphans».
La temàtica de l'àlbum es va inspirar a partir de l'escena de la pel·lícula de La guerra de les galàxies, on apareix una banda tocant en la cantina fictícia de Mos Eisley, preguntant-se com serien els músics de l'univers i fer especulacions sobre els sons de l'espai. L'àlbum es situa en un sistema planetari imaginari anomenat The Spheres (en català, les esferes), format per nou planetes, tres satèl·lits naturals, un estel i una nebulosa pròxima. Cada cançó de l'àlbum representa un dels cossos celestes d'aquest sistema. Segons la llista de cançons, la relació de cossos és la següent: Neon Moon I («Music of the Spheres»), Kaotica («Higher Power»), Echo («Humankind»), Kubik («Alien Choir»), Calypso («Let Somebody Go»), Supersolis («Human Heart»), Ultra («People of the Pride»), Floris («Biutyful»), Neon Moon II («Music of the Spheres II»), Epiphane («My Universe»), Infinity Station («Infinity Sign»), i Coloratura («Coloratura»). Addicionalment, cada cos celest té el seu propi idioma: EL 1 per Neon Moon I, Kaotican per Kaotica, Mirror Text per Echo, Qblok per Kubik, Aquamarine per Calypso, Supersolar per Supersolis, Voltik per Ultra, Bloom per Floris, EL 2 per Neon Moon II, Spheric per Epiphane, Infinitum per Infinity Station i Coloraturan per Coloratura. També hi ha un altre satèl·lit natural sense nom que orbita Echo, mentre que tots dos Neon Moons orbiten al voltant de Epiphane. Un planeta perdut anomenat Aurora també forma part del sistema malgrat que no hi ha cap cançó que el representi, però els seguidors de la banda han realitzat diverses teories com per exemple que està relacionat amb el tema curt instrumental titulat «A Wave» que van interpretar al final de tots els concerts que van realitzar en la primera etapa de la gira Music of the Spheres World Tour. Tot el disseny gràfic relacionat amb el sistema planetari va ser creat per Pilar Zeta, que havia treballat amb Coldplay en els dos darrers àlbums d'estudi de la banda A Head Full of Dreams (2015) i Everyday Life (2019).

## Promoció
A finals d'abril de 2021, una publicació d'un compte anomenat «Alien Radio FM» va publicar un conjunt de coordenades que portaven al Green Park de Londres. En aquesta publicació adjuntava una fotografia d'un anuncia amb aquestes coordenades i caràcters tipogràfics de color violeta neó brillant desconeguts. Els seguidors de la banda van descodificar fàcilment els caràcters explicant que deia «Coldplay Higher Power May Seven». Això feia pensar en el següent senzill de la banda titulat «Higher Power» i la data de publicació el 7 de maig. Uns dies després, Coldplay va confirmar en els seus comptes oficials de xarxes socials tant el nom del senzill com la data de publicació. La banda va preestrenar el videoclip amb l'astronauta francès Thomas Pesquet, que es trobava a l'interior de l'Estació Espacial Internacional.
El 14 d'octubre de 2021, un dia abans de la publicació de l'àlbum, Coldplay va anunciar la gira internacional Music of the Spheres World Tour durant l'any 2022. Paral·lelament també van fer públic el seu pla detallat per tal d'assegurar el mínim impacte ambiental per la realització de la gira, i com a exemple, van indicar que les emissions de diòxid de carboni serien la meitat de les realitzades per la gira A Head Full of Dreams Tour. Aquest pla es va desenvolupar durant dos anys amb la participació de diversos experts sobre medi ambient i amb propostes innovadores sobre sostenibilitat i reciclatge. Una altra mesura reivindicativa fou la promesa de plantar un arbre per cada entrada venuda.
Un mes després de la publicació del primer senzill el 7 de maig de 2021, va llançar el seu videoclip dirigit per Dave Meyers. En el cas del segon senzill, «My Universe», van tardar uns mesos a publicar ja que no fou fins al 24 de setembre, i la setmana següent el seu videoclip, també dirigit per Meyers. Per aquesta cançó van realitzar una col·laboració amb el famós grup sud-coreà BTS. El tercer senzill, «Let Somebody Go», va veure la llum el 14 de febrer de 2022 i va comptar amb la col·laboració de Selena Gomez. El seu videoclip, també dirigit per Meyers, es va publicar la setmana abans.

## Recepció
L'àlbum va debutar al capdamunt de la llista britànica d'àlbums després de superar les cent mil còpies venudes, esdevenint el novè àlbum número 1 de la banda. També va esdevenir un dels àlbums més venuts de l'any tan en format CD com en casset i vinil.
La banda va estar nominada a diversos premis, destacant el Grammy a la millor interpretació de pop de duet/grup dos anys consecutius, i també va estar nominada a Grammy a l'àlbum de l'any i Grammy al millor àlbum de pop vocal.

## Llista de cançons
Els components de Coldplay són Guy Berryman, Jonny Buckland, Will Champion i Chris Martin.
| 1.            | «Music of the Spheres»                          | Coldplay Max Martin Rik Simpson Dan Green Federico Vindver Bill Rahko | Martin Oscar Holter Rahko Simpson Green Vindver        | 0:53  |
| 2.            | «Higher Power»                                  | Coldplay Martin Vindver Denise Carite                                 | Martin Holter Rahko Simpson Green                      | 3:26  |
| 3.            | «Humankind»                                     | Coldplay Martin Vindver Green Jon Hopkins Holter Stephen Fry          | Martin Holter Rahko Green Vindver Hopkins              | 4:26  |
| 4.            | «Alien Choir»                                   | Coldplay Martin Hopkins                                               | Martin Rahko Hopkins                                   | 0:53  |
| 5.            | «Let Somebody Go» (amb Selena Gomez)            | Coldplay Martin Apple Martin Olivia Waithe Holter Rahko Leland Wayne  | Martin Holter Rahko Simpson Green Hopkins Metro Boomin | 4:01  |
| 6.            | «Human Heart» (amb We Are King i Jacob Collier) | Coldplay Martin Collier Paris Strother Amber Strother                 | Martin Holter Rahko Collier We Are King                | 3:08  |
| 7.            | «People of the Pride»                           | Coldplay Martin Rahko Derek Dixie Samuel Falson Jesse Rogg            | Martin Holter Rahko Simpson Green                      | 3:37  |
| 8.            | «Biutyful»                                      | Coldplay Martin Holter Davide Rossi                                   | Martin Holter Rahko Simpson Green Angel Lopez Vindver  | 3:12  |
| 9.            | «Music of the Spheres II»                       | Coldplay Martin                                                       | Martin Rahko                                           | 0:21  |
| 10.           | «My Universe» (amb BTS)                         | Coldplay Martin Holter Rahko Suga J-Hope RM                           | Martin Holter Rahko Simpson Green                      | 3:46  |
| 11.           | «Infinity Sign»                                 | Coldplay Martin Hopkins                                               | Martin Holter Rahko Simpson Green Hopkins              | 3:46  |
| 12.           | «Coloratura»                                    | Coldplay Martin P. Strother John Metcalfe Rossi                       | Martin Holter Rahko                                    | 10:17 |
| Durada total: | Durada total:                                   | Durada total:                                                         | Durada total:                                          | 41:50 |

| 13.           | «Higher Power» (versió acústica) | Coldplay Martin Vindver Carite | Martin Holter Rahko Simpson Green        | 3:34  |
| 14.           | «Higher Power» (Tiësto remix)    | Coldplay Martin Vindver Carite | Martin Holter Rahko Simpson Green Tiësto | 3:49  |
| Durada total: | Durada total:                    | Durada total:                  | Durada total:                            | 49:13 |

| 13.           | «Higher Power» (versió acústica) | Coldplay Martin Vindver Carite              | Martin Holter Rahko Simpson Green | 3:34  |
| 14.           | «My Universe» (versió acústica)  | Coldplay Martin Holter Rahko Suga J-Hope RM | Martin Holter Rahko Simpson Green | 3:43  |
| 15.           | «My Universe» (Supernova 7 Mix)  | Coldplay Martin Holter Rahko Suga J-Hope RM | Martin Holter Rahko Simpson Green | 4:39  |
| 16.           | «My Universe» (Suga's Remix)     | Coldplay Martin Holter Rahko Suga J-Hope RM | Martin Holter Rahko Simpson Green | 3:08  |
| 17.           | «My Universe» (Orchestral Mix)   | Coldplay Martin Holter Rahko Suga J-Hope RM | Martin Holter Rahko Simpson Green | 4:19  |
| Durada total: | Durada total:                    | Durada total:                               | Durada total:                     | 61:13 |

## Posicions en llista
| Llista       | Posició | Certificació | Vendes  |
| ------------ | ------- | ------------ | ------- |
| Alemanya     | 2       |              |         |
| Austràlia    | 1       |              |         |
| Canadà       | 2       | 1x Or        | 40.000  |
| Espanya      | 1       | 1x Or        | 20.000  |
| Estats Units | 4       |              | 395.000 |
| França       | 1       | 1x Platí     | 100.000 |
| Itàlia       | 4       | 1x Or        | 25.000  |
| Japó         | 13      |              | 10.000  |
| Regne Unit   | 1       | 1x Or        | 200.000 |

## Crèdits
| Coldplay - Guy Berryman – baix, percussió, teclats - Will Champion – bateria, percussió, teclats, veus addicionals, programació - Jonny Buckland – guitarra, teclats, veus addicionals, percussió - Chris Martin – cantant, guitarra, piano, teclats, guitarra rítmica Vocalistes addicionals - Max Martin – veus addicionals (cançons 2, 10, 12) - Denise Carite – cor (cançó 2) - Bill Rahko – veus addicionals (cançons 2, 10) - Apple Martin – veus addicionals (cançó 2) - Stevie Mackey – cor (cançó 2) - Dorian Holley – cor (cançó 2) - Neka Hamilton – cor (cançó 2) - Selena Gomez – cantant (cançó 5) - We Are King – cantant (cançó 6) - Jin – cantant (cançó 10) - Suga – cantant (cançó 10) - J-hope – cantant (cançó 10) - RM – cantant (cançó 10) - Jimin – cantant (cançó 10) - V – cantant (cançó 10) - Jungkook – cantant (cançó 10) - Amber Strother – veus addicionals (cançó 10) - Jacob Collier – veus addicionals (cançons 6, 10) - Tate McDowell – veus addicionals (cançó 10) - Rik Simpson – veus addicionals (cançó 12) Art i disseny - Pilar Zeta – disseny i direcció artística | Músics addicionals - Max Martin – teclats, teclats addicionals (cançons 2, 10, 12) - Federico Vindver – teclats (cançó 2) - Oscar Holter – guitarra, teclats (cançons 2, 10, 12) - Bill Rahko – teclats, theremin (cançons 10, 12) - Dan Green – teclats (cançó 10) - Davide Rossi – cordes (cançó 12) - John Metcalfe – cordes (cançó 12) - Jon Hopkins – teclats (cançó 12) - Paris Strother – sintetitzador (cançó 12) - Rik Simpson – teclats addicionals (cançó 12) Producció - Max Martin – producció, programació - Oscar Holter – producció, programació - Bill Rahko – producció, programació - Pdogg – enginyeria enregistrament vocal, enginyeria producció - Rik Simpson – producció addicional - Dan Green – producció addicional, programació - Serban Ghenea – enginyeria mescles - Randy Merrill – enginyeria masterització - John Hanes – enginyeria - Michael Ilbert – enginyeria - Connor Panayi – ajudant d'enginyeria - Duncan Fuller – ajudant d'enginyeria - Karl-Ola Kjellholm – ajudant d'enginyeria - Linn Fijal – ajudant d'enginyeria - Tate McDowell – ajudant d'enginyeria - Love Choir – arranjaments de cor - The Dream Team – producció addicional - Miguel Lara – enginyeria - Emma Marks – ajudant d'enginyeria - Duncan Fuller – ajudant d'enginyeria - Cherif Hashizume – programació addicional |